# Cantó de Bouilly
El cantó de Bouilly és un antic cantó francès del departament de l'Aube, situat al districte de Troyes. Té 28 municipis i el cap és Bouilly. Va desaparèixer el 2015.

## Municipis
- Assenay
- Les Bordes-Aumont
- Bouilly
- Buchères
- Cormost
- Crésantignes
- Fays-la-Chapelle
- Isle-Aumont
- Javernant
- Jeugny
- Lirey
- Longeville-sur-Mogne
- Machy
- Maupas
- Montceaux-lès-Vaudes
- Moussey
- Roncenay
- Saint-Jean-de-Bonneval
- Saint-Léger-près-Troyes
- Saint-Pouange
- Saint-Thibault
- Sommeval
- Souligny
- La Vendue-Mignot
- Villemereuil
- Villery
- Villy-le-Bois
- Villy-le-Maréchal

## Història
| Data d'elecció                           | Identitat         | Partit                     | Qualitat |
| ---------------------------------------- | ----------------- | -------------------------- | -------- |
| 1945-1949                                | Aristide Papillon | PCF                        |          |
| 1949-1967                                | Max Hutin         | Divers droite              |          |
| 1967-1979                                | Philippe Vernier  | Centrista. després UDF-CDS |          |
| 1979-1998                                | Robert Daragon    | Divers droite              |          |
| 1998-2004                                | Maurice Mary      | RPR, després UMP           |          |
| 2004-2011                                | Daniel Lebeau     | PS, després PRG            |          |
| 2011-2015                                | Francis Ferrebeuf | PS                         |          |
| les dades anteriors no són pas conegudes |                   |                            |          |
|                                          |                   |                            |          |

## Demografia
| A partir de 1990: Població sense dobles comptes |